# Lena Hansson (journalist)
Lena Hansson, född 1971, är journalist och författare. 

## Biografi
Lena Hansson är född i Borås och uppvuxen i Ulricehamn. Hon har varit verksam som journalist i många år, bland annat på DN, HD, Svenska Dagbladet och Sveriges Radio. Hon har bott i Latinamerika i åtta år, hälften av dem i Colombia. 2016 jobbar hon på biståndsorganisationen Diakonias huvudkontor i Stockholm. Hon har skrivit bland annat Colombia: Bland kulor och kokain, som ingår i Utrikespolitiska institutets skriftserie ”Världspolitikens dagsfrågor” och medverkat i antologin ”Diplomat idag. Röster om en ny verklighet”, utgiven på Atlantis förlag.
Hennes debutroman ”Ett liv utan början” kom på Ordberoende Förlag 2017. Den handlar om Åsa, som var fyra när hon adopterades till Sverige.